# Проигрыватель компакт-дисков
Проигрыватель компакт-дисков — устройство, предназначенное для воспроизведения записанной на компакт-диске информации.
Первыми проигрывателями на коммерческом рынке стали Sony CDP-101 и Philips CD100 в 1982 году.

## Разновидности
Под термином «проигрыватель компакт-дисков», как правило, понимается устройство для воспроизведения звуковых компакт-дисков (Audio CD).
В Hi-Fi системах — CD-проигрыватель реализован в виде самостоятельного устройства, подключаемого к ресиверу или усилителю.
В быту, тем не менее, нашли применение интегрированные устройства, такие как магнитолы, в которых совмещен проигрыватель CD, усилитель, колонки и другие блоки (такие как FM-тюнер).

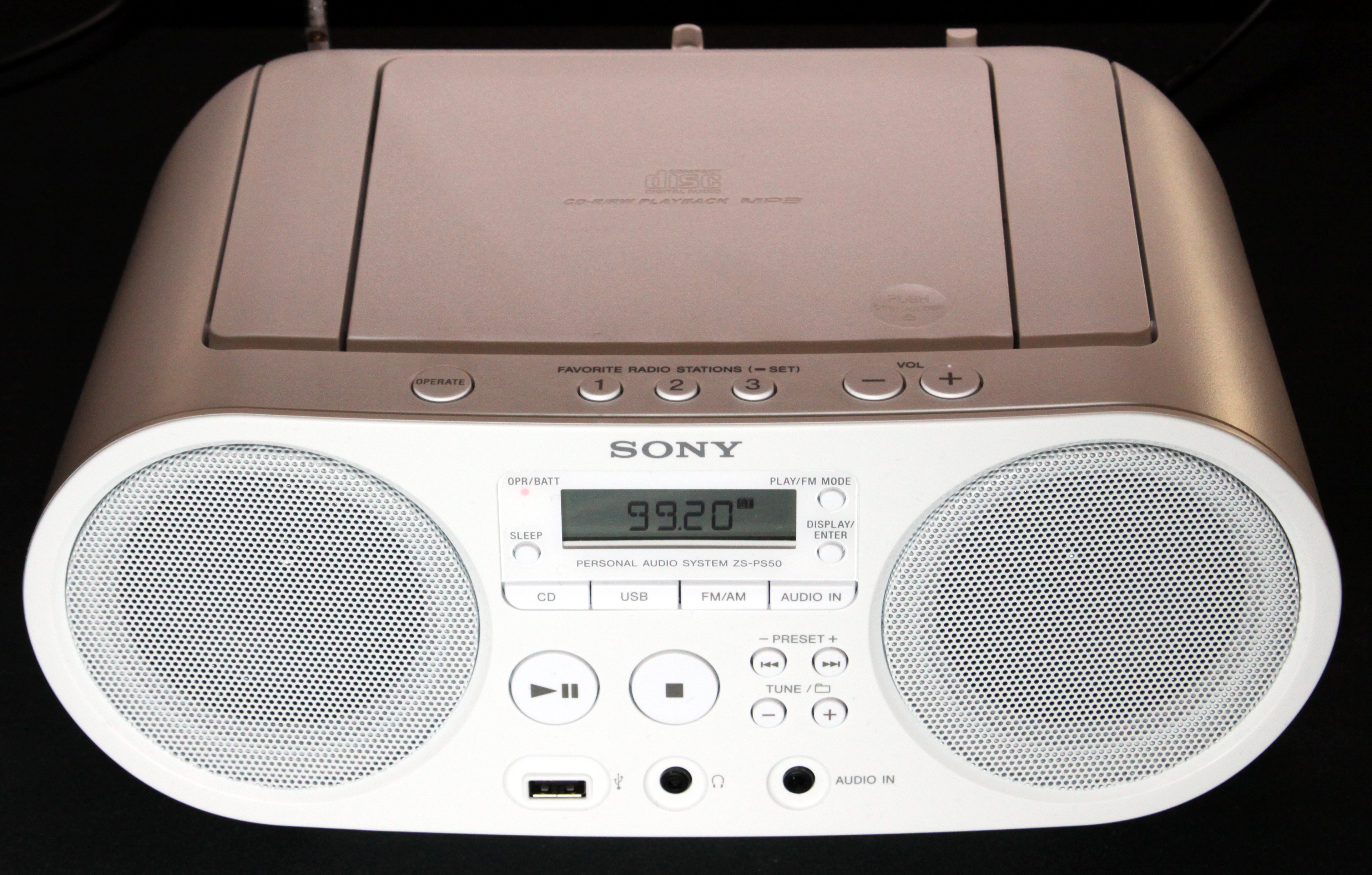

Также — портативный CD-плеер — Discman (Дискмен, с 1984 года)

## CD-проигрыватель в составе многофункциональных устройств
CD-проигрыватель является компонентом таких устройств, как DVD-плеер, многие игровые консоли, персональные компьютеры (при наличии в них оптического привода).
в ПК
Для чтения Audio CD в ПК — ранее применялся аналоговый метод, при котором от привода к звуковой карте (или звуковому модулю материнской платы) подключался аналоговый кабель. Многие приводы имели звуковой выход для наушников на передней панели и даже кнопки управления, то есть могли проигрывать Audio-CD независимо от центрального процессора и иных частей ПК при условии лишь подачи питания. В дальнейшем — стал актуален цифровой метод, когда ПК считывает звуковые данные подобно иным видам информации.
Операционная система Windows отображает содержимое звукового диска в Проводнике в виде файлов вида Track01.cda, Track02.cda и т. д. Тем не менее — скопировать данные «файлы» на жёсткий диск компьютера невозможно, точнее, они не будут воспроизводиться, так как это лишь ярлыки на композиции.
Для копирования аудиодорожек используют специальное ПО, такое как Проигрыватель Windows Media.

## Многодисковые проигрыватели
т. н. «чейнджеры» (от change — с англ. — «менять»), с тремя или более (до 100) дисков